# Ignacio Haan

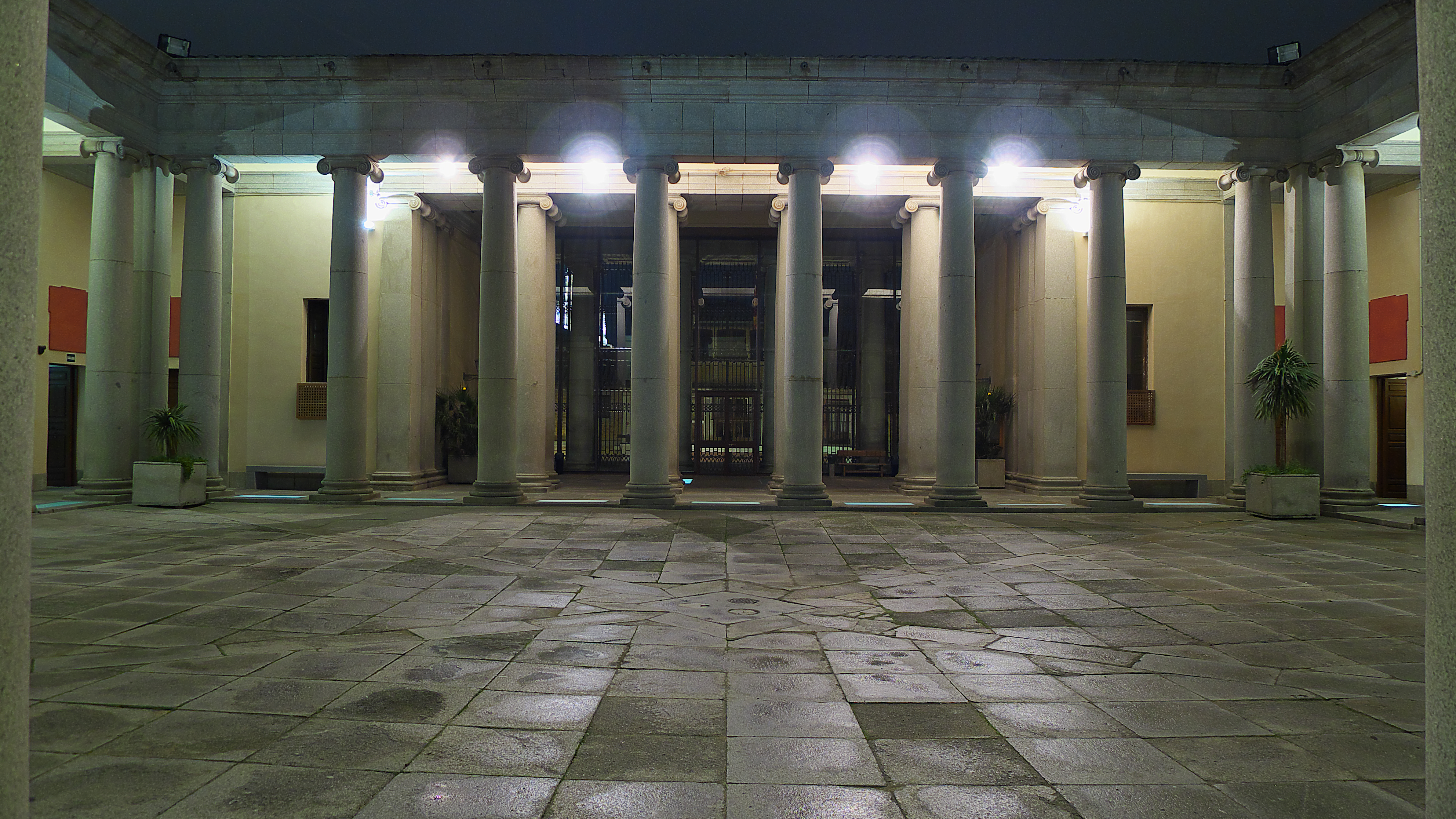
Patio del Palacio del Cardenal Lorenzana, obra de Ignacio de Haan.

Ignacio Haan Revollo, o Ignacio de Haan (Alicante, 1758 - Madrid, 5 de noviembre de 1810) fue un arquitecto español de los siglos XVIII y XIX. 

## Biografía
Está considerado uno de los más importantes artífices del estilo Neoclásico en España. Fue discípulo de Francisco Sabatini. Había llegado desde su ciudad natal a Madrid para estudiar en la Real Academia de San Fernando, donde se formó y obtuvo una pensión en Roma. Desarrolló casi toda su obra en Toledo, bajo la protección del cardenal Francisco de Lorenzana, decidido impulsor de la renovación arquitectónica neoclásica toledana.
En la ciudad imperial creó sus obras más conocidas, como la Puerta Llana de la catedral, terminada en 1800. Es la puerta más moderna del templo y la única a pie de suelo de la misma; muestra un severo clasicismo de raíz sabatinesca. En la sede primada también diseñó el retablo que enmarca la famosa pintura El expolio de El Greco, donde quizá para adaptarse al recargado espacio de la sacristía, muestra un estilo más cercano al Barroco, por la utilización contrastante de los materiales y el efecto general de suntuosidad. 
En Toledo realizó también el edificio de la Real Universidad, en la que muestra de nuevo su austero y depurado estilo clasicista, con especial predilección por el uso de sencillas columnatas, visible en la fachada y en el patio.